# Amblyrhiza inundata
Genre
Espèce
Statut de conservation UICN

 EX  : Éteint
L'hutia géant d'Anguilla (Amblyrhiza inundata), aussi appelé blunt-toothed giant hutia  (hutia géant à dents émoussées) par les anglophones, est une espèce éteinte de rongeur géant endémique du banc d'Anguille, dans les Petites Antilles.
Cette espèce a été décrite par le paléontologue E.D. Cope sur la base de restes fossiles découverts au XIXe siècle lors de l'exploitation des phosphates contenus dans les grottes d'Anguilla et de Saint-Martin,.
On estime que le poids de cet animal était compris entre 50 et 200 kg, c'est-à-dire que les gros spécimens avaient un poids comparable à celui d'un ours noir. C'est plus que le Capybara, le plus gros rongeur actuellement vivant, mais moins que Josephoartigasia monesi, le plus grand rongeur ayant existé connu à ce jour.
Certains auteurs ont suggéré que la disparition de cette espèce ait pu résulter d'une sur-chasse par les populations amérindiennes anciennes. Toutefois, il n'est pas établi que cette espèce ait été contemporaine de l'Homme. En effet, les spécimens fossiles découverts à la fin du XXe siècle sur l'île d'Anguilla ont été rapportés à la dernière période interglaciaire tandis que les découvertes récentes réalisées à l’îlet Coco (Saint-Barthélemy) sont datés de 400 à 500 000 ans. Aucun ossement n'a pour l'instant été découvert dans un site archéologique pré-colombien.
Amblyrhiza inundata est la seule espèce du genre Amblyrhiza de la famille fossile des Heptaxodontidae.